# Priobolia viridiaurata
Priobolia viridiaurata es una especie de insecto coleóptero de la familia Chrysomelidae. Fue descrita en 1987 por Chen.